# خوسيه ماغرينيا
خوسيه ماغرينيا (مواليد 14 ديسمبر 1917) هو لاعب كرة قدم. يلعب مع منتخب كوبا لكرة القدم. سبق له أن لعب في كأس العالم لكرة القدم مع منتخب بلاده.

## روابط خارجية
- خوسيه ماغرينيا على موقع الاتحاد الدولي (مؤرشف)  (الإنجليزية)
- خوسيه ماغرينيا على موقع Soccerway.com (الإنجليزية)
- خوسيه ماغرينيا على موقع عالم كرة القدم.نت (الإنجليزية)